# Вітови
Вітови (пол. Witowy, нім. Veitshof) — село в Польщі, у гміні Іновроцлав Іновроцлавського повіту Куявсько-Поморського воєводства.
Населення — 108 осіб (2011).
У 1975-1998 роках село належало до Бидгощського воєводства.

## Демографія
Демографічна структура станом на 31 березня 2011 року:
|          | Загалом | Допрацездатний вік | Працездатний вік | Постпрацездатний вік |
| -------- | ------- | ------------------ | ---------------- | -------------------- |
| Чоловіки | 50      | 11                 | 37               | 2                    |
| Жінки    | 58      | 19                 | 30               | 9                    |
| Разом    | 108     | 30                 | 67               | 11                   |